# Alexanderplatz

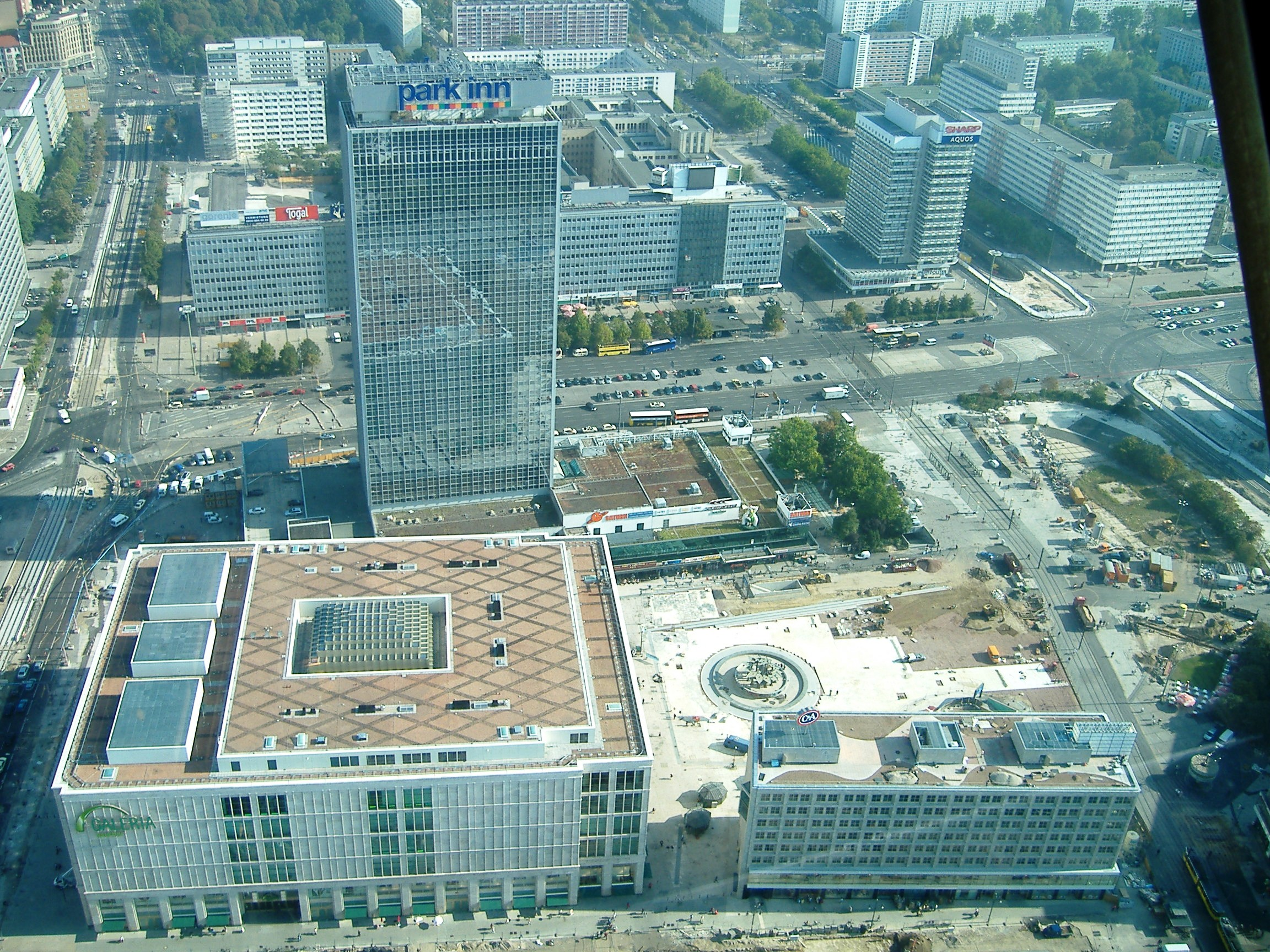
Alexanderplatz w widoku z wieży telewizyjnej w 2006

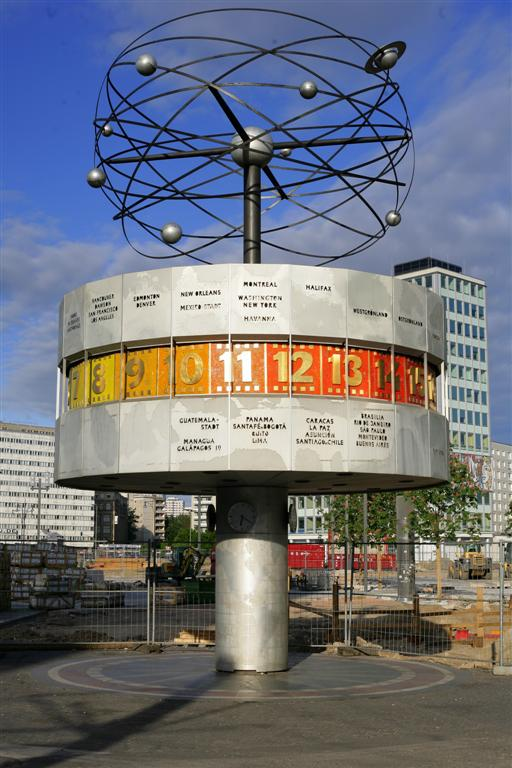
Weltzeituhr (zegar Urania)

Alexanderplatz (plac Aleksandra) – centralny węzeł komunikacyjny i plac we wschodniej części Berlina. Plac został nazwany na cześć cara Rosji Aleksandra I, przez berlińczyków nazywany jest w skrócie Alex. Leży w dzielnicy Mitte, w okręgu administracyjnym Mitte, i codziennie odwiedzany jest przez ponad 300 000 osób.
Po zachodniej stronie placu znajduje się dworzec kolejowy Berlin Alexanderplatz obsługujący pociągi regionalne i kolei miejskiej (S-Bahn). Pod wschodnią i zachodnią stroną placu oraz poprzecznie do nich, na kierunku wschód-zachód, znajdują się stacje metra dla czterech linii (w tym jednej planowanej).

## Historia

### Początki do roku 1800
W XIII wieku teren obecnego placu znajdował się na północny wschód od ówczesnych murów miejskich, bezpośrednio przed Bramą św. Jerzego – znajdował się na nim przytułek św. Jerzego. Od XVI w. brama ta, zwana początkowo także Bramą Oderberską (Oderberger Thor), stanowiła główny wjazd do miasta, w związku z tym że spotykało się przed nią kilka dróg prowadzących do różnych miast kupieckich. W czasie wojny trzydziestoletniej wzmocniono w latach 1658–1683 mury miejskie, likwidując część bram, m.in. pobliską Strahlauer Thor, przez co brama św. Jerzego zyskała dodatkowe znaczenie. Z braku miejsca w coraz gęściej zabudowanym mieście od 1681 plac przed bramą służył jako targ bydlęcy, stąd otrzymał on nazwę Ochsenmarkt (z niem. Woli Targ). Na placu organizowano także cotygodniowe targi.
Wokół placu zaczęło powstawać w końcu XVII wieku przedmieście św. Jerzego, mimo wydanego w 1691 zakazu zabudowy liczyło ono w 1700 około 600 domów. W przeciwieństwie do przedmieść położonych na zachodzie miasta (Dorotheenstadt, Friedrichstadt) rozwijało się ono żywiołowo i miało chaotyczny układ przestrzenny.
6 maja 1701 Fryderyk I, który koronował się na króla Prus, wjechał przez Bramę św. Jerzego do miasta. Odtąd zwana była Bramą Królewską (Königsthor). W 1734 powstał mur akcyzowy otaczający miasto i przedmieścia, przez co dawne obwałowania straciły znaczenie, a w 1746 zostały ostatecznie rozebrane. Wkrótce potem powstało z dawnego przedmieścia św. Jerzego przedmieście Królewskie, charakteryzujące się w przybliżeniu promienistym układem głównych ulic, zbiegających się na placu przed dawną bramą. Było ono zabudowane głównie manufakturami i budynkami wojskowymi – na przykład w 1799-1800 powstał Dom Musztry wedle projektu Davida Gilly’ego. Południowa część placu, odgrodzona przez drzewa, służyła do defilad, zaś północna w dalszym ciągu była miejscem targów. Od połowy XVIII wieku odbywały się tam największe niemieckie targi wełną.
W latach 1752–1755 przy późniejszym Alexanderplatz mieszkał Gotthold Ephraim Lessing. W 1771 w miejscu dawnej Bramy Królewskiej powstał nowy murowany most przez fosę (Königsbrücke), flankowany od 1777 przez zbudowane według projektu Carla von Gontarda, ozdobione kolumnadami, ciągi sklepów, tak zwane Kolumnady Królewskie (Königskolonnaden). W latach 1783–1784 zbudowano wokół placu siedem trójkondygnacyjnych domów zaprojektowanych przez Georga Ungera, m.in. dom ze słynną Gospodę pod Jeleniem (Gasthof zum Hirschen), w którym w ostatnich dniach życia mieszkał dramatopisarz Heinrich von Kleist, a architekt Karl Friedrich Schinkel wynajmował przez dłuższy czas mieszkanie.

### Nadanie nazwy i wzrost znaczenia

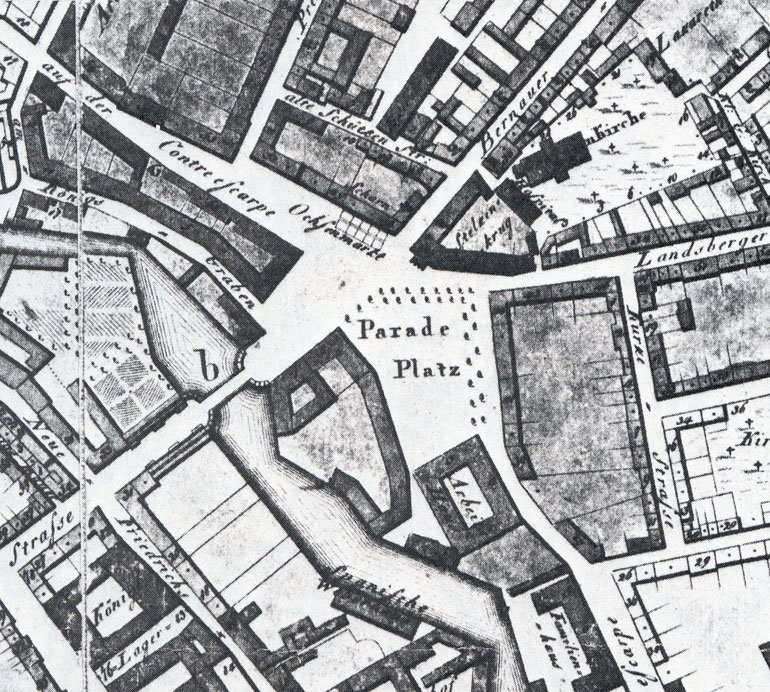
Późniejszy Alexanderplatz na planie z 1804 r.

Na placu defilad 25 października 1805 podjęto cara Aleksandra I, w związku z tym 2 listopada Fryderyk Wilhelm III wydał polecenie nazwania placu jego imieniem. W czasie rewolucji marcowej w 1848 doszło na Alexanderplatz do walk ulicznych, rewolucjoniści zablokowali barykadami drogę do śródmieścia. We wznoszeniu jednej z nich wziął udział pisarz Theodor Fontane.
W XIX wieku Königsstadt (Miasto Królewskie) rozwijało się nadal, w początku wieku przeciętnie domy miały trzy kondygnacje, w połowie cztery, zaś w końcu już po pięć kondygnacji. Manufaktury i zabudowania wojskowe ustępowały miejsca zabudowie mieszkalnej i handlowej. Po południowo-wschodniej stronie placu powstał Königstädter Theater według projektu Carla Theodora Ottmera (kamień węgielny położony 31 sierpnia 1823, otwarcie 4 sierpnia 1824). Już 3 czerwca 1851 teatr dał ostatnie przedstawienie i odtąd do wyburzenia w 1932 służył najpierw jako magazyn wełny, a potem jako pensjonat Aschinger. W początku lat 70. XIX wieku zasypano dawną fosę, aby zbudować linię kolejową Stadtbahn. Została ona otwarta w 1882. Jednocześnie uruchomiony został Dworzec Miejski Alexanderplatz. W latach 1883–1884 zbudowano przy placu neorenesansowy Grand Hotel, w latach 1886–1890 prezydium policji z ceglaną elewacją i wieżą, a jeszcze przed rokiem 1890 powstał na placu sąd powszechny (Amtsgericht).
W 1886 wzniesiono na wschód od linii Stadtbahn centralną halę targową, a w 1896 w związku z tym zabroniono ulicznego handlu na Alexanderplatz. Dzięki zwolnieniu części powierzchni plac podzielił się funkcjonalnie na dwa obszary. W końcu XIX wieku wzrastający ruch indywidualny i omnibusy konne zdominowały północną część placu, podczas gdy południowa (dawny plac defilad) była spokojniejsza i została w 1889 przekształcona na podstawie projektu Hermanna Mächtiga w założenie ogrodowe. W północno-wschodniej części placu powstał mniejszy zieleniec, na którym w 1895 wzniesiono wysoką na 7,5 m miedzianą statuę Beroliny (personifikacji Berlina) autorstwa Emila Hundriesera.

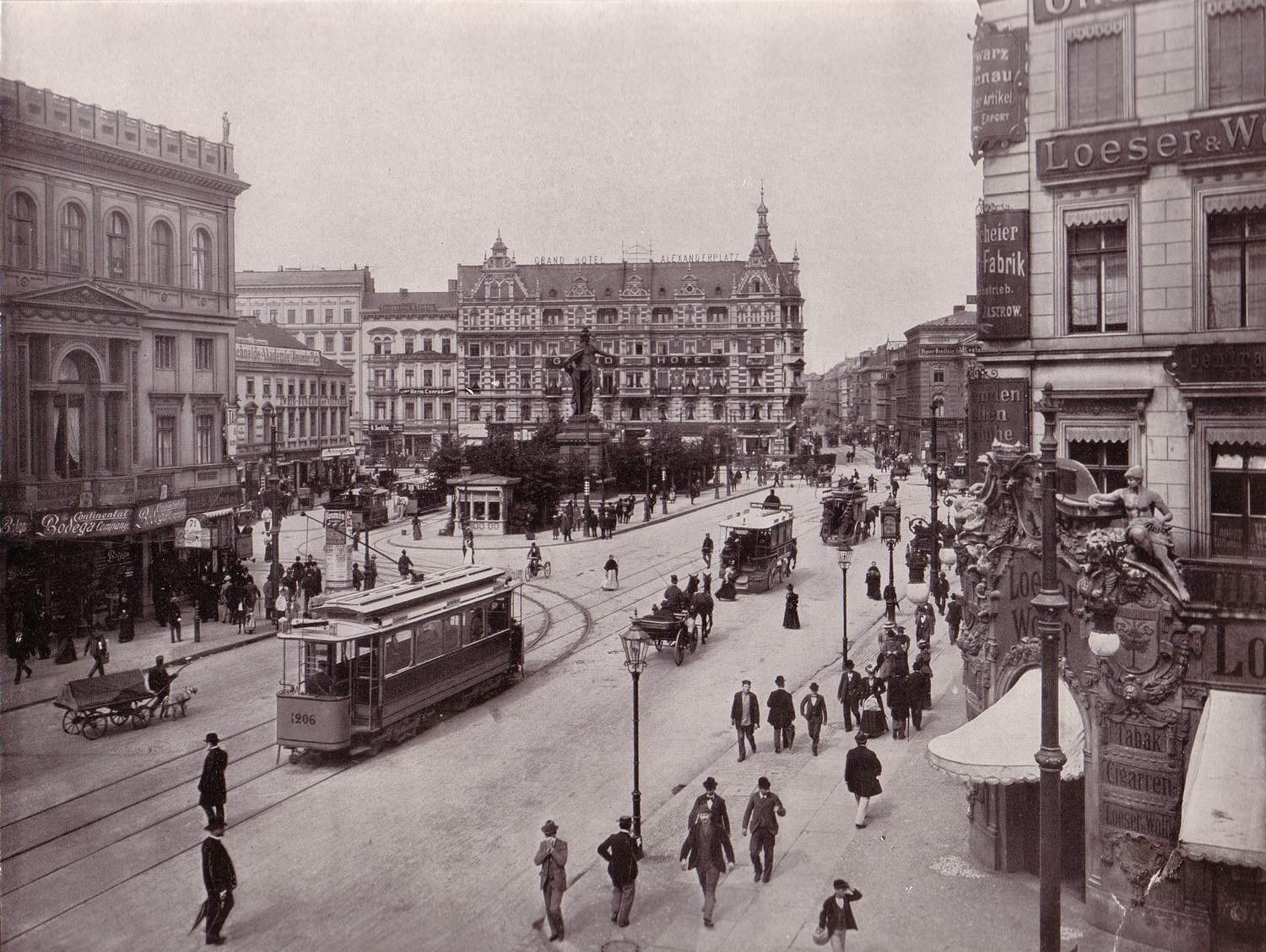
Alexanderplatz w 1904

### Rozkwit 1900–1940

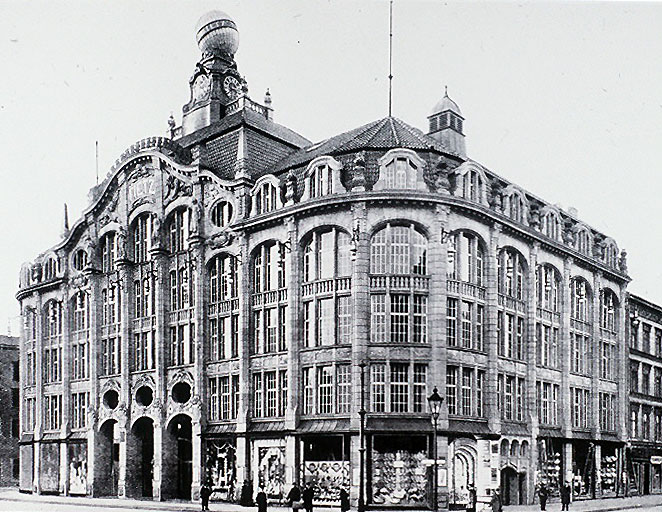
Dom towarowy Tietz przy Alexanderplatz około 1911

Na początku XX wieku nastąpił wielki rozkwit placu Aleksandra. Powstały przy nim znane także poza granicami miasta domy towarowe Tietza (1904-1911), Wertheima (1910–1911) i Hahna (1911). Kolumnady Królewskie rozebrano w 1910 pod budowę domu Wertheima i zmontowano je ponownie w parku Kleista (Kleistpark). Dom towarowy Tietza miał elewację długości 250 m, najdłuższą wówczas na świecie. Rozwojowi placu sprzyjała rozbudowa węzła komunikacyjnego: oprócz trzech linii metra (otwarcie stacji w 1913 i 1930) zatrzymywała się tam kolej dalekobieżna i miejska na estakadzie, autobusy i tramwaje (od 1877 konne, od 1898 elektryczne). Ogólnie ruch odbywał się na pięciu poziomach. W latach 20. plac stanowił obok placu Poczdamskiego synonim życia wielkomiejskiego w Berlinie. Pisarz Alfred Döblin zatytułował wówczas swoją powieść Berlin Alexanderplatz.

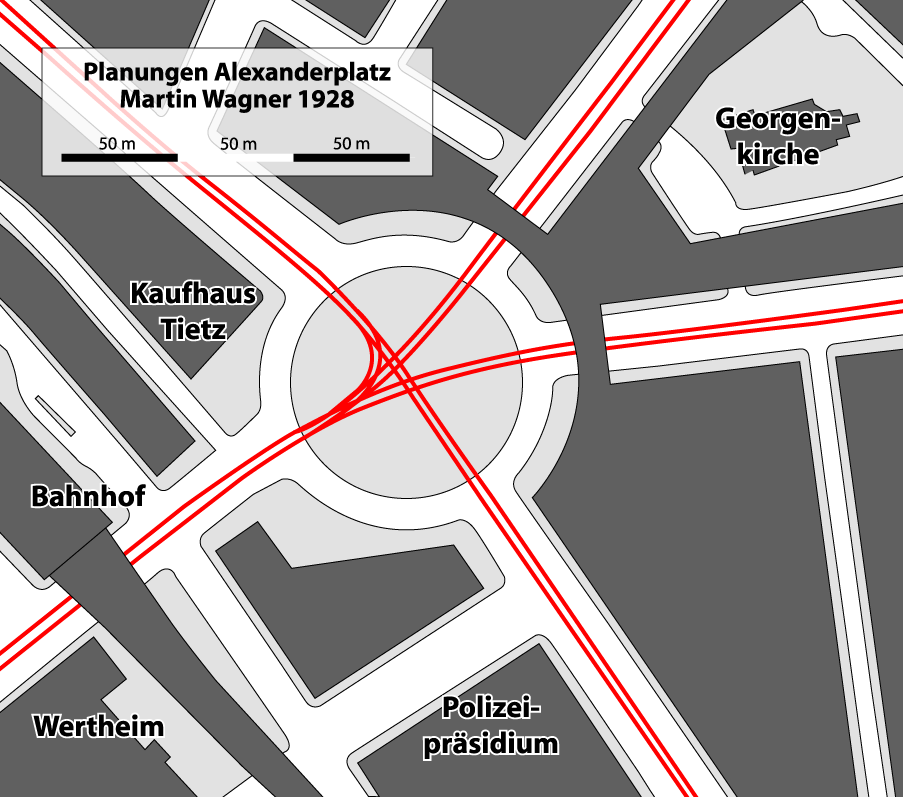
Plan urbanistyczny Martina Wagnera z 1928 r.

Ze względu na grożący placowi paraliż transportu indywidualnego ówczesny miejski radca budowlany Berlina, Martin Wagner, zaproponował w końcu lat 20. przebudowę placu. Plac miał zostać przekształcony tak, by odpowiadał potrzebom ruchu, zaś otaczające go budynki ujednolicone. Wagner zaprojektował w centrum placu rondo o średnicy 100 m, przez środek którego miały przejeżdżać jedynie linie tramwajowe. Wokół ronda miały powstać siedmiokondygnacyjne budynki. Wyloty Neue Königstraße i Landsberger Straße, wpadające do placu od północnego wschodu, miały być zamknięte budynkami, w których jedynie dwie najniższe kondygnacje miały stanowić bramy przejazdowe dla ulic. W ten sposób Wagner chciał osiągnąć zamkniętą architektonicznie formę placu. Dom towarowy Tietza na północnym zachodzie placu miał otrzymać nową elewację.
Według wytycznych Wagnera rozpisano ograniczony konkurs architektoniczny, do którego zaproszono pięć biur architektonicznych z Berlina i jedno z Kolonii. Poza zwycięzcami, architektami Hansem i Wassilim Luckhardtami i Alfonsem Ankerem wzięli w nim udział Peter Behrens, Ludwig Mies van der Rohe, Paul Mebes, Johann Emil Schaudt i Müller-Erkelenz. Rozstrzygnięcie konkursu miało miejsce 5 lutego 1929. Ponieważ Mies van der Rohe jako jedyny zignorował wytyczne konkursu, jego praca otrzymała ostatnie miejsce.
Ponieważ brakowało prywatnych inwestorów zgłaszających chęć realizacji zabudowy według projektu Luckhardtów, zdecydowano o zagospodarowaniu placu według projektu Behrensa, który otrzymał drugą nagrodę. Behrens przewidywał owalne rondo z podkowiastą zabudową, bez wieżowców.
Do początku lat 30. wzniesiono na południowym zachodzie placu dwa budynki biurowe: Alexanderhaus i Berolinahaus. Dawny Königstädter Theaters i dalsza zabudowa została wyburzona w celu budowy ronda, które łączyło sześć ulic. Główne osie elipsoidalnego ronda miały 97 i 63 m. W 1934 ustawiono przed Alexanderhaus zdemontowaną w 1925 ze względu na budowę metra rzeźbę Berloniny.
Także projekt Behrensa nie został w całości zrealizowany, gdyż większa część potrzebnych działek należała do prywatnych właścicieli, zaś koszt ich zakupu wynosiłyby 20 milionów marek. Amerykańskie konsorcjum, które wzniosło Alexanderhaus i Berolinahaus, nie dysponowało (wskutek światowego kryzysu gospodarczego) środkami finansowymi, zaś innych inwestorów nie udało się znaleźć. Także po objęciu władzy przez nazistów nic się na placu nie zmieniło.

### Zniszczenie i odbudowa
Skutki II wojny światowej dosięgły Alexanderplatz dopiero w kwietniu 1945. Jedynie statua Beroliny została usunięta już w 1944 i prawdopodobnie przetopiona. W kwietniu 1945 bomby spadły także na Alexanderplatz. Bombardowania i walki uliczne ostatnich dni wojny mocno zniszczyły plac i całą Königsvorstadt.
Po wojnie chciano zerwać z dawnymi czasami i rozpocząć wszystko od nowa, także w zabudowie miejskiej. „Plan kolektywny” (niem. Kollektivplan) Hansa Scharouna z 1946 przewidywał rozległe wyburzenia dla nowych szerokich ulic, jednak podział Berlina i inne czynniki zablokowały jego realizację. Sposób odbudowy wschodniej części miasta wywodził się z postanowień „Szesnastu zasad urbanistyki” (niem. Sechzehn Grundsätze des Städtebaus) z 27 lipca 1950 oraz „Podstaw przeprojektowania śródmieścia Berlina” (niem. Grundsätze für die Neugestaltung der Berliner Innenstadt) z 23 sierpnia tegoż roku. 6 września 1950 wprowadzono w NRD ustawę o odbudowie.
W „Podstawach przeprojektowania śródmieścia Berlina” przewidziano 90-metrowej szerokości ulicę prowadzącą ze wschodu poprzez Alexanderplatz do ulicy Unter den Linden. Realizacją tego założenia była rozpoczęta w 1951 budowa alei Stalina. Reprezentacyjne budynki okazały się z czasem zbyt drogie, więc dalsze etapy budowy wykonano w technologii wielkopłytowej.
W latach 1961–1964 zbudowano w sąsiedztwie Alexanderplatz Haus des Lehrers (z niem. Dom Nauczyciela) wraz z Halą Kongresową.

### Plac socjalistyczny

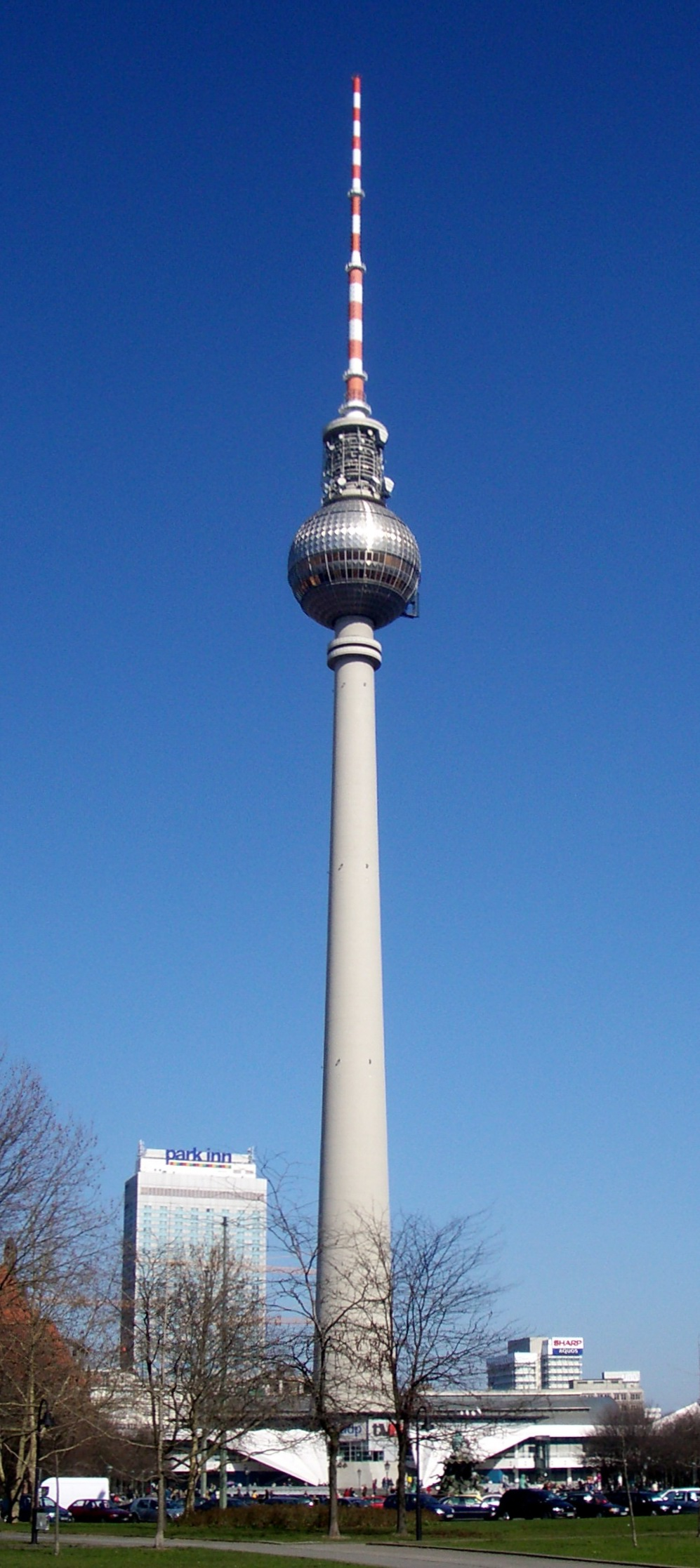
Górująca nad placem Berliner Fernsehturm

Wiosną 1964 władze Berlina Wschodniego rozpisały konkurs urbanistyczny na przeprojektowanie Alexanderplatz. Do wzięcia udziału zaproszono sześć kolektywów architektonicznych, zwyciężyła grupa Schweizer, Tscheschner und Schulz. Wedle ich projektu ruch kołowy miał zostać usunięty z powierzchni placu, zaś ulice przelotowe miały przebiegać stycznie do jego krawędzi. Planowano przebicie dwóch nowych osi komunikacyjnych – Karl-Liebknecht-Straße jako łącznik pomiędzy Unter den Linden i Prenzlauer Allee na północnym zachodzie oraz Grunerstraße z tunelem samochodowym jako łącznik między Leipziger Straße oraz Otto-Braun-Straße (obecnie Greifswalder Straße) na południowym wschodzie placu. Punkty przecięcia ruchu pieszego i kołowego miały być rozwiązane poprzez budowę obszernych przejść podziemnych. W ten sposób zamierzano polepszyć komfort pieszych przebywających na placu. Jednocześnie jednak odcięto plac od jego pierwotnego kontekstu wielkomiejskiej zabudowy. Poza tym wielkopowierzchniowe wyburzenia spowodowały powstanie zbyt dużego placu. W celu budowy tunelu wyburzono pozostałości kościoła św. Jerzego oraz zbudowany w latach 20. Minolhaus.
W 1965 na południowy wschód od dworca Berlin Alexanderplatz rozpoczęto budowę wieży telewizyjnej, zburzywszy w tym celu istniejące jeszcze pozostałości berlińskiego Starego Śródmieścia wokół kościoła mariackiego. W 1967 rozpoczęto przekształcanie Alexanderplatz na podstawie wyników konkursu. Zlikwidowano i przeniesiono wszystkie linie tramwajowe przebiegające przez plac. Po północno-zachodniej stronie placu powstały do 1969 dom towarowy Centrum-Warenhaus oraz 120-metrowej wysokości Interhotel. W tym samym czasie powstały na północ od placu dziesięciopiętrowy Dom Przemysłu Elektromaszynowego (Haus der Elektroindustrie), a w 1971 siedmiopiętrowy Dom Podróży (Haus des Reisens). W 1969 przebudowano płytę placu. Powstały Fontanna Przyjaźni (Brunnen der Völkerfreundschaft) autorstwa Waltera Womacki oraz Zegar Światowy Urania (Urania-Weltzeituhr) Ericha Johna. Oba obiekty stały się ulubionymi miejscami spotkań wschodnich berlińczyków, a także turystów. Światowy zegar Urania stanął na berlińskim Alexanderplatz w 1969 roku. Główną jego część stanowi dwudziestoczterobok, który obraca się na słupie. Każda ze stron tego wieloboku odpowiada jednej z 24 stref czasowych świata. Powyżej i poniżej oznaczeń godzin, na aluminiowej obudowie, widnieją nazwy miast, znajdujących się w odpowiednich strefach czasowych. Ponad zegarem góruje model naszego układu słonecznego. Jego planety okrążają słońce po swoich metalowych orbitach raz na minutę. Powierzchnia przebudowanego „socjalistycznego” placu była ponad cztery razy większa niż przed wojną (80 000 m² wobec 18 000 m²).

## Stacje kolei i metra

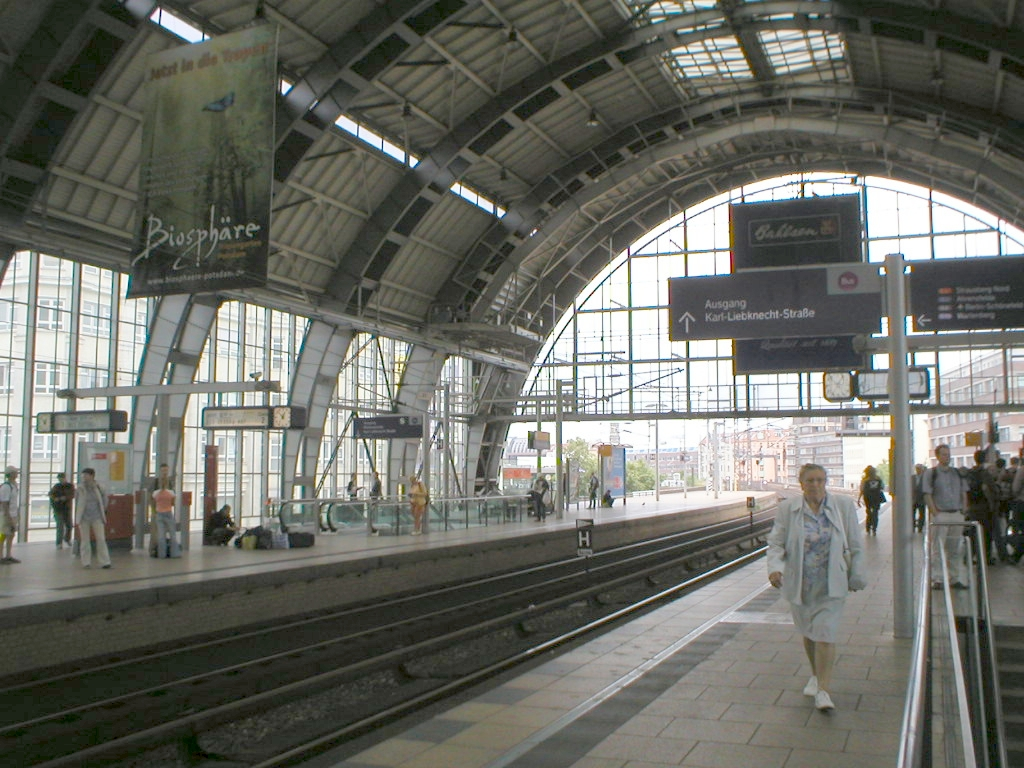
Wnętrze hali dworca Alexanderplatz: po lewej peron pociągów regionalnych, po prawej kolei miejskiej

Dworzec powstał w 1881 r. w ramach budowy Stadtbahn wedle projektu Johanna Eduarda Jaconsthala. Dworzec posiadał dwa perony wyspowe, nakryte wspólną halą w formie koleby. Otwarcie dworca nastąpiło 7 lutego 1882 dla ruchu miejskiego i lokalnego, a 15 maja tego samego roku dla pociągów dalekobieżnych. Przed wprowadzeniem elektrycznej S-Bahn w celu lepszego doświetlenia wnętrza halę przebudowano w latach 1923–1926 według projektu Friedricha Hülsenkampfa.
11 czerwca 1928 rozpoczął się ruch S-Bahn na dworcu Alexanderplatz. Niektóre kursy były wykonywane jednak nadal przez składy ciągnięte przez lokomotywy parowe, które stopniowo były zastępowane przez samobieżne wagony elektryczne. W latach 1929–1932, w związku z przekształceniami przestrzeni placu, dokonano dalszej przebudowy dworca kolejowego. Odtąd możliwa była niemal bezpośrednia przesiadka do trzech linii metra (już od 1913 na placu zatrzymywała się jedna linia).
W czasie II wojny światowej dworzec silnie ucierpiał. Od kwietnia do 4 listopada 1945 tory przez dworzec były nieprzejezdne. W końcu 1945 rozpoczęto odbudowę dworca, która trwała do 1951 r. Już w 1962 rozpoczęła się kolejna modernizacja. Do 1964 przebudowano według planów Hansa-Joachima Maya i Güntera Andricha elewacje boczne hali – uzyskały one duże przeszklenia. Poza tym przeznaczono dla S-Bahn również nieczynną od 1942 krawędź peronu dalekobieżnego, została ona w tym celu podwyższona z 70 na około 96 cm. Odtąd możliwy był płynniejszy ruch kolei miejskiej, niektóre z pociągów (wówczas w szczycie przyjeżdżały na stację co 90 s) kończyły bieg przy tym dodatkowym peronie.
Po zjednoczeniu Niemiec zaplanowano kolejną przebudowę dworca i znajdujących się pod jego halą łuków Stadtbahn. Architekci Robert Paul Niess i Rebecca Chestnutt zaproponowali odsłonięcie zamurowanych w czasach NRD łuków estakady kolejowej i umieszczenie tam sklepów i punktów usługowych. W 1995 rozpoczęto przebudowę, do roku 1996 zastąpiono perony nowymi, zbudowanymi od podstaw, a 12 marca 1998 oficjalnie otwarto odnowiony dworzec. Odtąd przy drugim peronie wyspowym zatrzymują się pociągi regionalne i przyspieszone, zaś Intercity oraz Intercity-Express przejeżdżają przez dworzec bez zatrzymania. Pod halą dworca znajdują się poza sklepami centrum obsługi pasażerów S-Bahn oraz centrum podróży (zespół kas i informacji) Deutsche Bahn.